# Kuwait tại Thế vận hội
Kuwait đã thi đấu trong 12 kỳ Thế vận hội Mùa hè. Đến nay, Kuwait hai có hai huy chương đồng Olympic và vận động viên bắn súng người Kuwait Fehaid Al-Deehani giành huy chương vàng với tư cách vận động viên độc lập.
Tại Thế vận hội Mùa hè 1992, Kuwait có được một huy chương đồng ở nội dung biểu diễn của môn Taekwondo. Tấm huy chương đầu tiên của họ là huy chương đồng của vận động viên Fehaid Al-Deehani tại Thế vận hội Mùa hè 2000 ở Sydney. Tấm huy chương thứ hai cũng là huy chương đồng và cũng bởi Al-Deehani tại Thế vận hội Mùa hè 2012 ở Luân Đôn. Vào năm 2016, Al-Deehani giành được huy chương vàng với tư cách là vận động viên độc lập.

## Bảng huy chương

### Huy chương ở Thế Vận Hội Mùa hè
| Kỳ thế vận hội        | Vận động viên                                      | Vàng                                               | Bạc                                                | Đồng                                               | Tổng                                               | Hạng                                               |
| Thành phố México 1968 | 2                                                  | 0                                                  | 0                                                  | 0                                                  | 0                                                  | –                                                  |
| München 1972          | 4                                                  | 0                                                  | 0                                                  | 0                                                  | 0                                                  | –                                                  |
| Montréal 1976         | 15                                                 | 0                                                  | 0                                                  | 0                                                  | 0                                                  | –                                                  |
| Moskva 1980           | 56                                                 | 0                                                  | 0                                                  | 0                                                  | 0                                                  | –                                                  |
| Los Angeles 1984      | 23                                                 | 0                                                  | 0                                                  | 0                                                  | 0                                                  | –                                                  |
| Seoul 1988            | 25                                                 | 0                                                  | 0                                                  | 0                                                  | 0                                                  | –                                                  |
| Barcelona 1992        | 32                                                 | 0                                                  | 0                                                  | 0                                                  | 0                                                  | –                                                  |
| Atlanta 1996          | 25                                                 | 0                                                  | 0                                                  | 0                                                  | 0                                                  | –                                                  |
| Sydney 2000           | 29                                                 | 0                                                  | 0                                                  | 1                                                  | 1                                                  | 71                                                 |
| Athens 2004           | 11                                                 | 0                                                  | 0                                                  | 0                                                  | 0                                                  | –                                                  |
| Bắc Kinh 2008         | 8                                                  | 0                                                  | 0                                                  | 0                                                  | 0                                                  | –                                                  |
| Luân Đôn 2012         | 10                                                 | 0                                                  | 0                                                  | 1                                                  | 1                                                  | 79                                                 |
| Rio de Janeiro 2016   | với tư cách là Vận động viên Olympic độc lập (IOA) | với tư cách là Vận động viên Olympic độc lập (IOA) | với tư cách là Vận động viên Olympic độc lập (IOA) | với tư cách là Vận động viên Olympic độc lập (IOA) | với tư cách là Vận động viên Olympic độc lập (IOA) | với tư cách là Vận động viên Olympic độc lập (IOA) |
| Tokyo 2020            | Sự kiện tương lai                                  |                                                    |                                                    |                                                    |                                                    |                                                    |
| Paris 2024            | Sự kiện tương lai                                  |                                                    |                                                    |                                                    |                                                    |                                                    |
| Los Angeles 2028      | Sự kiện tương lai                                  |                                                    |                                                    |                                                    |                                                    |                                                    |
| Tổng                  | Tổng                                               | 0                                                  | 0                                                  | 2                                                  | 2                                                  | 138                                                |

### Huy chương kết hợp hai đoàn
| Mã IOC                              | Số đại hội | 01 | 02 | 03 | Tổng số |
| ----------------------------------- | ---------- | -- | -- | -- | ------- |
| Kuwait (KUW)                        | 12         | 0  | 0  | 2  | 2       |
| Vận động viên Olympic độc lập (IOA) | 1          | 1  | 0  | 1  | 2       |
| Tổng cộng                           | 13         | 1  | 0  | 3  | 4       |

## Vận động viên giành huy chương
| Huy chương | Tên               | Đại hội       | Môn      | Nội dung            |
| ---------- | ----------------- | ------------- | -------- | ------------------- |
| Đồng       | Fehaid Al-Deehani | Sydney 2000   |          | Bắn đĩa bay đôi nam |
| Đồng       | Fehaid Al-Deehani | Luân Đôn 2012 | Bắn súng | Bắn đĩa bay nam     |